# Ochetellus punctatissimus
Ochetellus punctatissimus är en myrart som först beskrevs av Carlo Emery 1887.  Ochetellus punctatissimus ingår i släktet Ochetellus och familjen myror. Inga underarter finns listade i Catalogue of Life.